# Соспиро
Соспироло (итал. Sospiro) — коммуна в Италии, располагается в регионе Ломбардия, подчиняется административному центру Кремона.
Население составляет 3251 человек, плотность населения составляет 171 чел./км². Занимает площадь 19 км². Почтовый индекс — 26048. Телефонный код — 0372.
Покровителем коммуны почитается святой Сир из Павии. Имеется приходской храм, освящённый в его честь.